# Alice Ambrose
Alice Ambrose Lazerowitz (Lexington, 25 de noviembre de 1906 – 25 de enero de 2001) fue una escritora, lógica y filósofa estadounidense.

## Educación
Ambrose nació en Lexington y se quedó huérfana cuando tenía 13 años. Estudió filosofía y matemáticas en la Universidad de Millikin entre los años 1924 y 1928. Después de completar su doctorado en la Universidad de Wisconsin-Madison en 1932, fue a la Universidad de Cambridge (Newnham College) para estudiar con el filósofo George Edward Moore y el filósofo y matemático Ludwig Wittgenstein, donde obtuvo su segundo doctorado en 1938.

## Wittgenstein

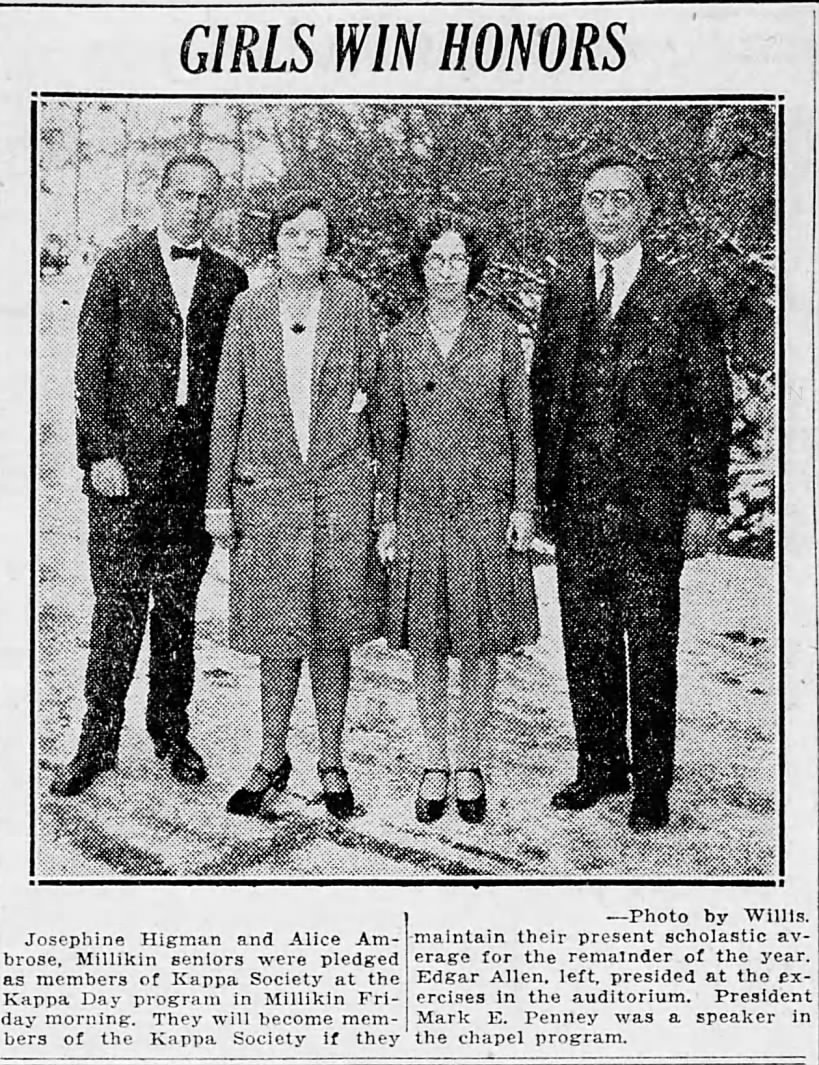
Alice Ambrose con Josephine Higman, Edgar Allen y Mark E. Penney, en fotografía del Herald Review de Decatur, Illinois, 1927.

Ambrose llegó a ser una discípula cercana de Wittgenstein, relación que explicó en el libro Ludwig Wittgenstein: Philosophy and Language de 1972, un volumen coeditado con su marido, el también filósofo Morris Lazerowitz. Junto con su compañera de estudios Margaret MacDonald, Ambrose tomó notas de forma secreta durante las conferencias de Wittgenstein (ya que él no lo permitía) que luego fueron publicadas. Formó parte de un selecto grupo de estudiantes a los que Wittgenstein dictó los llamados Los cuadernos azul y marrón que esbozan la transición en el pensamiento de Wittgenstein entre sus dos grandes obras: Tractatus logico-philosophicus e Investigaciones filosóficas. Wittgenstein terminó su asociación abruptamente en 1935 cuando Ambrose, animada por G. E. Moore, decidió publicar un artículo titulado "Finitism in Mathematics" (El finitismo en las matemáticas) en la revista filosófica Mind con la intención de dar cuenta de la posición de Wittgenstein sobre el tema.

## Carrera
Ambrose empezó su carrera en la Universidad de Míchigan cuándo regresó a Estados Unidos en 1935. Un par de años más tarde, en 1937, consiguió un puesto en el Smith College que mantuvo durante el resto de su carrera. Recibió la cátedra de Filosofía de Austin y Sophia Smith en 1964 y se convirtió en profesora emérita en 1972. De 1953 a 1968 fue editora de la revista de investigación Journal of Symbolic Logic. Trabajó principalmente en lógica y filosofía matemática, escribiendo un manual sobre el tema con su marido que se convirtió en un libro de texto muy utilizado y que se conocía como "Ambrose and Lazerowitz".
Colaboró con su marido en varias obras: Fundamentals of Symbolic Logic (1948), Logic: The Theory of Formal Inference (1961), Philosophical Theories (1976) y Essays in the Unknown Wittgenstein (1984). Incluso después de su jubilación continuó enseñando y dando conferencias en Smith y otras universidades del país hasta su muerte, con 94 años, el 25 de enero de 2001.
Sus documentos personales se encuentran en los archivos del Smith College.

## Obra

### Algunas publicaciones
- Ambrose, A. & M. Lazerowitz (1948). Fundamentals of Symbolic Logic. Rinehart.
- Ambrose, A. (1966). Essays in Analysis. Allen & Unwin.
- Ambrose, A. & M. Lazerowitz, ed. (1948). Logic: The Theory of Formal Inference. Rinehart.
- Ambrose, A. & M. Lazerowitz, ed. (1970). G.E. Moore: essays in retrospect. Allen & Unwin.
- Ambrose, A. & M. Lazerowitz, ed. (1972). Ludwig Wittgenstein: Philosophy and Language. Allen & Unwin. ISBN 0041000293
- Ambrose, A. & M. Lazerowitz (1976). Philosophical Theories. Mouton de Gruyter. ISBN 9027975019
- Ambrose, A. & M. Lazerowitz, ed. (1984). Essays in the unknown Wittgenstein. Prometheus Books.
- Ambrose, A. & M. Lazerowitz (1985). Necessity and language. Croom Helm. ISBN 0709941013